# Veysel Sarı
Veysel Sarı (ur. 25 lipca 1988 w Stambule) – turecki piłkarz grający na pozycji prawego obrońcy. Od 2020 roku jest zawodnikiem klubu Antalyaspor.

## Kariera piłkarska
Swoją karierę piłkarską Veysel Sarı rozpoczął w klubie Beylerbeyi SK. W sezonie 2008/2009 zadebiutował w nim w rozgrywkach 2. Lig. Latem 2009 odszedł do grającego w Süper Lig, Eskişehirsporu. Zadebiutował w nim 29 listopada 2009 w przegranym 1:2 wyjazdowym meczu z Trabzonsporem. Zawodnikiem Eskişehirsporu był do końca 2013 roku.
Na początku 2014 roku Veysel Sarı przeszedł do Galatasaray SK. W Galatasaray swój ligowy debiut zanotował 8 lutego 2014 w wygranym 3:0 domowym meczu z Eskişehirsporem. W sezonie 2013/2014 zdobył Puchar Turcji (nie grał w wygranym 1:0 finale z Eskişehirsporem). Latem 2014 sięgnął po Superpuchar Turcji, a w sezonie 2014/2015 Galatasaray wywalczył dublet (mistrzostwo oraz puchar kraju).
W trakcie sezonu 2014/2015, w styczniu 2015 roku, Veysel Sarı odszedł do Kasımpaşa SK. W klubie tym swój debiut zaliczył 24 stycznia 2015 w przegranym 0:3 domowym spotkaniu z Fenerbahçe SK. Barwy Kasımpaşy reprezentował przez niemal 5 lat. 17 stycznia 2020 roku Antalyaspor ogłosił podpisanie umowy z Sarım.
| Sezon   | Klub           | Kraj   | Rozgrywki | Mecze | Gole |
| ------- | -------------- | ------ | --------- | ----- | ---- |
| 2008/09 | Beylerbeyi SK  | Turcja | 2. Lig    | 34    | 2    |
| 2009/10 | Eskişehirspor  | Turcja | Süper Lig | 8     | 1    |
| 2010/11 | Eskişehirspor  | Turcja | Süper Lig | 13    | 1    |
| 2011/12 | Eskişehirspor  | Turcja | Süper Lig | 36    | 5    |
| 2012/13 | Eskişehirspor  | Turcja | Süper Lig | 31    | 1    |
| 2013/14 | Eskişehirspor  | Turcja | Süper Lig | 15    | 1    |
| 2013/14 | Galatasaray SK | Turcja | Süper Lig | 9     | 0    |
| 2014/15 | Galatasaray SK | Turcja | Süper Lig | 5     | 0    |
| 2014/15 | Kasımpaşa SK   | Turcja | Süper Lig | 15    | 1    |
| 2015/16 | Kasımpaşa SK   | Turcja | Süper Lig | 20    | 0    |

## Kariera reprezentacyjna
W reprezentacji Turcji Veysel Sarı zadebiutował 28 maja 2013 roku w zremisowanym 3:3 towarzyskim meczu z Łotwą, rozegranym w Duisburgu. W 46. minucie tego meczu zmienił Serdara Kurtuluşa, a w 59. minucie strzelił gola.